# LIONS CHANNEL
『LIONS CHANNEL』（ライオンズチャンネル）は、テレビ埼玉で放送されているプロ野球・埼玉西武ライオンズの応援情報番組。2007年3月5日放送開始。

## 概要
番組では、埼玉西武ライオンズの試合ダイジェストやチームの最新情報、選手のインタビューなどで構成されている。
埼玉西武ライオンズの地元の放送局であるテレビ埼玉でのライオンズ情報番組は、以前シーズンオフに放送されていた「はつらつライオンズ」以来となる。
以前は岩手県出身の菊池雄星が埼玉西武ライオンズに入団したのをきっかけに、テレビ岩手でも放送されていた。
2013年4月1日放送回より放送時間が15分から30分に拡大した。

## 出演者

### 現在の出演者
- 河合郁人（2025年1月6日 - ） - MC
- 山口清香[1](2023年1月9日[2]- ） - 9代目女性MC・アシスタント。[3][4]

### 過去の出演者
- 半田あい（2007年3月5日 - 2009年12月28日） - 初代女性リポーター
- 菊田かなえ（2010年1月11日 - 2011年12月26日） - 2代目女性リポーター
- 稼農楓（SUPER☆GiRLS）（2011年4月25日 - ） - アシスタントリポーター
- 田中美麗（SUPER☆GiRLS）（2011年4月25日 - ） - アシスタントリポーター
- 永田怜奈（2012年1月9日 - 2013年途中） - 3代目女性リポーター
- 土肥義弘（2012年12月31日 - 2014年10月20日）[注 1]
- 鈴木健（2013年1月14日 - 2014年3月17日）[注 2]
- 上野晃（2014年3月31日 - 2015年12月28日） - MC
- 中村果生莉（2014年3月31日 - 2015年3月23日） - 4代目女性MC・アシスタント
- 栗山麗美（2015年3月30日 - 2017年3月20日） - 5代目女性MC・アシスタント
- 平尾博嗣（2013年1月14日 - 2018年12月18日）
- 青木英李（2017年3月27日 - 2019年12月27日） - 6代目女性MC・アシスタント
- 楠木杏（2020年1月6日 - 12月29日） - 7代目女性MC・アシスタント
- 小林厚妃（2021年1月18日 - 2022年12月30日） - 8代目女性MC・アシスタント。
- 堀口文宏（あさりど）（2015年4月13日 - 2024年12月29日） - MC[注 3][5]
- 松沼雅之（不定期）
- 髙木大成（不定期。2019年 - ）
- 辻発彦（不定期。2023年 - 出演時は「準レギュラー」として紹介される）

ナレーター
- 高森てつ（2012年1月9日 - 2014年3月24日）[注 4]

## 番組内容

### 現在のコーナー
- 試合結果、二軍情報、キャンプ情報、イベント情報
- 選手・監督・コーチインタビュー
- 座談会・旅行などの企画（シーズンオフ時などに不定期）
- Extra inning（エンドロール後に当日放送のインタビュー枠から漏れた選手のひと言など）

### 過去のコーナー
- マンスリープレーヤーズ企画（2013年）
1人の選手に1日密着し、インタビューとともに放送するコーナー。LIONS MAGAZINEとの共同企画。
- 土肥義弘のウイニングショット（2014年）
土肥が投手にインタビューを行い、決め球を検証する。
- KaoLism（2014年）
中村果生莉の挑戦企画。公式パフォーマンスチーム「bluelegends」に加わりダンスパフォーマンスに挑戦するなどした。
- あさりど堀口文宏のガチ!マジ!（2015年）
ライオンズを盛り上げるために堀口が様々な指令に挑戦する。
- くましろカメラ・おにざきカメラ（不定期）
選手にカメラを渡し、普段は選手しか入れない場所で選手の素顔を撮影してもらう企画。熊代聖人の「くましろカメラ」、鬼崎裕司の「おにざきカメラ」が不定期で放送されていた。
- 平尾博嗣のコーナー（不定期）
決められたトークテーマをもとに平尾が選手・コーチ数名にインタビューを行う。
- Eristagram（不定期）
青木が、選手のある瞬間を切り取り、写真で紹介する企画。
- 延長戦
エンドロール後に当日放送のインタビュー枠から漏れた選手のひと言など
- ほりぐちカメラ（不定期）
堀口がカメラで、普段は選手しか入れない場所で選手の素顔を撮影する企画。

## 放送時間
| 放送局     | 放送期間                      | 放送時間                                        |
| ---------- | ----------------------------- | ----------------------------------------------- |
| テレビ埼玉 | 2007年3月5日 - 2008年3月24日  | 月曜 21:45 - 22:00 火曜 7:35 - 7:50（再放送）   |
| テレビ埼玉 | 2008年3月31日 - 2013年3月25日 | 月曜 22:00 - 22:15 火曜 7:30 - 7:45（再放送）   |
| テレビ埼玉 | 2013年4月1日 - 2018年3月27日  | 月曜 22:00 - 22:30 火曜 13:00 - 13:30（再放送） |
| テレビ埼玉 | 2018年4月3日 - 2020年3月31日  | 月曜 22:00 - 22:30 火曜 13:30 - 14:00（再放送） |
| テレビ埼玉 | 2020年4月7日 - 2021年3月29日  | 月曜 22:00 - 22:30 火曜 14:30 - 15:00（再放送） |
| テレビ埼玉 | 2021年4月5日 -                | 月曜 22:00 - 22:30 火曜 9:30 - 10:00（再放送）  |
| テレビ岩手 | 2010年4月1日 - 9月30日        | 金曜 0:38 - 0:55（木曜深夜）                    |
| テレビ岩手 | 2011年4月7日 - 9月29日        | 金曜 1:38 - 1:53（木曜深夜）                    |

## 特大号
年末に放送時間を拡大して放送される。
2012年・2013年
当時選手会長の栗山巧の発案で、番組カメラが選手会納会＆ゴルフに潜入した模様を放送した。後に特典映像を加えたDVDが発売されている。
2012 獅子の休日〜ゴルフ納会突入2時間スペシャル〜 Produced by 栗山巧
- 出演：埼玉西武ライオンズ選手、土肥義弘、永田怜奈
- ナビゲーター：上野晃、平尾博嗣
- 放送局及び放送時間
  - テレビ埼玉（2012年12月31日 20:00 - 21:55、[再放送] 2013年1月4日 15:00 - 16:55）
  - 三重テレビ（2013年1月1日 12:00 - 13:55）
  - 群馬テレビ（2013年1月5日 10:00 - 11:55）

2013 獅子の休日〜ゴルフ納会突入スペシャル〜 Produced by 栗山巧
- 出演：埼玉西武ライオンズ選手、土肥義弘、中田浩光、鈴木千恵
- ナビゲーター：上野晃、平尾博嗣
- 放送局及び放送時間：テレビ埼玉（2013年12月31日 20:00 - 20:55）

2014年以降
- 2014年は、12月29日の18:00 - 18:55に放送。
- 2015年は、12月28日の21:30 - 22:30に「LIONS CHANNEL 年末拡大号!」として放送。
- 2016年は、12月29日の21:30 - 22:30に放送。
- 2017年は、12月29日の19:00 - 20:00に放送。
- 2018年は、12月29日の19:00 - 20:00に放送。この年ライオンズはリーグ優勝したため、当時の辻発彦監督がスペシャルゲストとして出演している。
- 2019年は、12月27日の23:00 - 24:00に放送。この回でアシスタントの青木が卒業した。
- 2020年は、12月29日の21:00 - 22:00に放送。この年で現役引退を表明した髙橋朋己投手をゲストとして迎えた。また、アシスタントの楠木が卒業した。
- 2021年は、12月29日の21:00 - 22:00に放送。
- 2022年は、12月30日の20:59 - 22:00に放送。この回でアシスタントの小林が卒業した。
- 2023年は、12月30日の22:00 - 23:00に放送。
- 2024年は12月29日の19:00 - 20:00に放送。この回で10年間に渡りMCを務めた堀口が卒業した。

## エンディング曲
- キラ・ピュア・POWER!（SUPER☆GiRLS、2011年度）
- クライマー（ラムジ、2012年度）
- 回転（Lyu:Lyu、2013年度）
- BUNBUN NINE9’（Cheeky Parade、2014年3月31日 - 5月26日）
- Fly Higher（Cheeky Parade、2014年6月2日 - 2015年3月23日）
- PRIDE（lyrical school、2015年3月30日 - 7月27日）[11]
- ワンダーグラウンド（lyrical school、2015年8月3日 - 12月28日）
- 三三七拍子（がんばれ!Victory、2016年3月7日 - 2017年3月20日）[12]
- ライオン（ベリーグッドマン、2017年3月27日 - 2017年7月17日）[13]
- ハイライト（ベリーグッドマン、2017年7月24日 - 2018年3月26日）[14]
- Believe（TRUMP、2018年4月2日 - 2019年1月28日）[15]
- スーパースター（ピーターパンJr.、2019年2月4日 - 2019年3月25日）[16]
- Believe（ONE☆DRAFT、2019年4月1日 - 2020年4月20日）[17]
- 朝は来る（Amelie、2020年4月27日 - 2021年2月22日）[18]
- HERO（木村結香、2021年3月1日 - 2022年2月28日）[19]
- Blue Lion（渡會将士、2022年3月7日 - 2023年2月28日 ）[20]
- Coming Home（渡會将士、2023年3月6日 - ）
- よるなだけ（ツチヤカレン、2024年3月4日 - ）

- メモリーレイン（ツチヤカレン、2024年6月3日 - ）
- 果てなきブルー（nano.RIPE、2025年2月3日 - ）

### 挿入歌(シーズン中)
- 僕の声（Rhythmic Toy World、2019年シーズン - 2020年シーズン）
- まっさら（KANA-BOON、2020年シーズン）
- シグナル（WANIMA、2021年シーズン）
- As I'm Alive（THREE LIGHTS DOWN KINGS、2021年シーズン）
- Mela!（緑黄色社会、2022年シーズン）

※2022年シーズン以降の試合ハイライトシーン挿入歌は毎週変更

## 特記事項
- 2012年10月15日放送回は、当日にクライマックスシリーズファーストステージ第3戦をテレビ埼玉で中継していたため、西武ドームの放送席からファーストステージ全戦を振り返る企画を生放送した。進行は中継を担当していた上野晃、辻発彦の二人で行い、永田怜奈は番組の終盤に出演した。
- 2024年9月30日放送回は、当日に日本ハム戦をテレ玉で中継していたため[注 5]、テレ玉のスタジオから2024シーズンを振り返る企画を生放送した。